# Campoplex banditibius
Campoplex banditibius là một loài tò vò trong họ Ichneumonidae.